# Associação da Reforma do Congo
A Associação da Reforma do Congo expôs abusos arbitrários e selvagens da força de trabalho pelo Rei Leopoldo II da Bélgica no Estado Livre do Congo, encaminhando para a anexação do Congo pela Bélgica em 1908.
Em 1904 Edmund Dene Morel e Roger Casement fundaram essa associação. O movimento foi formado para ajudar o povo do Congo, chamando a atenção para a condição insustentável. Ramificações foram estabelecidas tão longe quanto os Estados Unidos da América. A Associação ganhou apoio de famosos escritores tais como Joseph Conrad (do qual um livro intitulado “Heart of Darkness”, foi inspirado em experiências no Congo belga), Anatole France, Arthur Conan Doyle e Mark Twain. Mortel foi indicado ao Prêmio Nobel da Paz em 1924 por seu trabalho na Associação.